# 鹤壁银行
鹤壁银行股份有限公司，是河南省鹤壁市的一家城市商业银行。2014年底并入新组建的中原银行。

## 历史
其前身鹤壁市城市信用社是2001年9月河南省人民政府、中国人民银行济南分行批准设立地方性股份制金融机构。2006年11月，经中国银监会河南监管局批准同意，变更为鹤壁市城市信用社股份有限公司。2007年12月，中国银监会批准同意筹建鹤壁市商业银行，2008年6月对外挂牌。2010年12月23日，中国银监会批准同意更名为鹤壁银行。
截止2011年12月末，总行下设13个部室、1家营业部和16家支行，拥有员工261人，注册资本金32243.7368万元。资产总额57.10亿元，各项存款50.11亿元，各项贷款30.79亿元，利润8481万元。